# Бої за Оріхів
Бої за Оріхів — бої, що тривають між Збройними силами Російської Федерації та Збройними силами України поблизу місті Оріхів Запорізької області.
Станом на травень 2023 року, за даними місцевої влади, обстрілами було зруйновано 80 % будинків міста.

## Передумови
Після Революції Гідності у 2014 році Російська Федерація анексувала Кримський півострів. В ході підготовки до вторгнення окупанти збільшили контингент військ на Кримському півострові на понад 10 тис.. 24 лютого 2022 року російські війська почали наступ на територію України. На територію південних областей наступ тривав з Кримського півострову, зокрема 22-й армійський корпус 4 березня захопив Запорізьку атомну електростанцію, а 5 березня російські війська підійшли до околиць Гуляйполя.

## Бої
8 березня в українському Генштабі заявили, що дві БТГ 71-го мотострілецького полку 8 березня здійснила висування на Оріхів. Упродовж березня та в наступні місяці Оріхів став ареною важких позиційних боїв.
Протягом березня-квітня російські війська завдавали потужних артилерійських і авіаційних ударів по селах і навколо них, проте місто захоплено не було.
7 травня 2022 року, близько 21:00, російські війська обстріляли Оріхівську лікарню. За словами місцевої влади, окупанти хотіли добити поранених і вбити цивільних лікарів.
21 травня місцеві ЗМІ повідомили, що в результаті російського обстрілу були зруйновані спортзал та історична будівля садиби Генріха Янцена, де розташована Оріхівська міська рада.

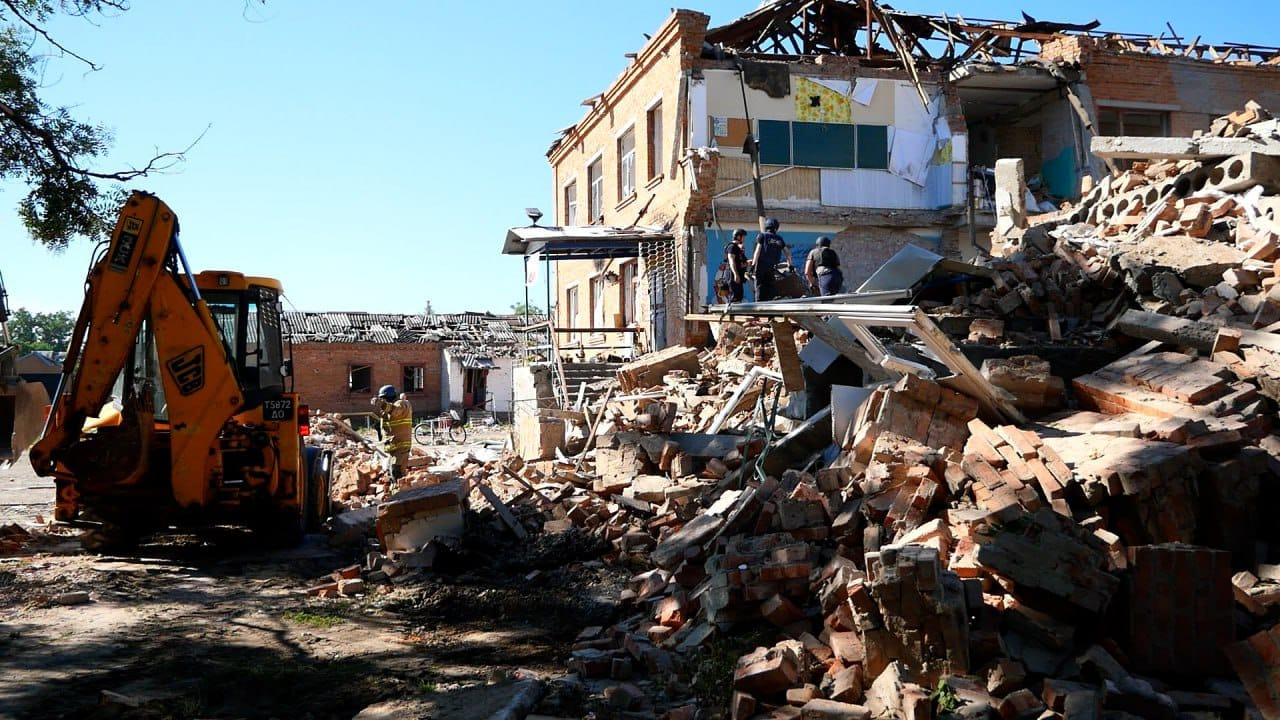
Школа в Оріхові після бомбардування 9 липня 2023 року

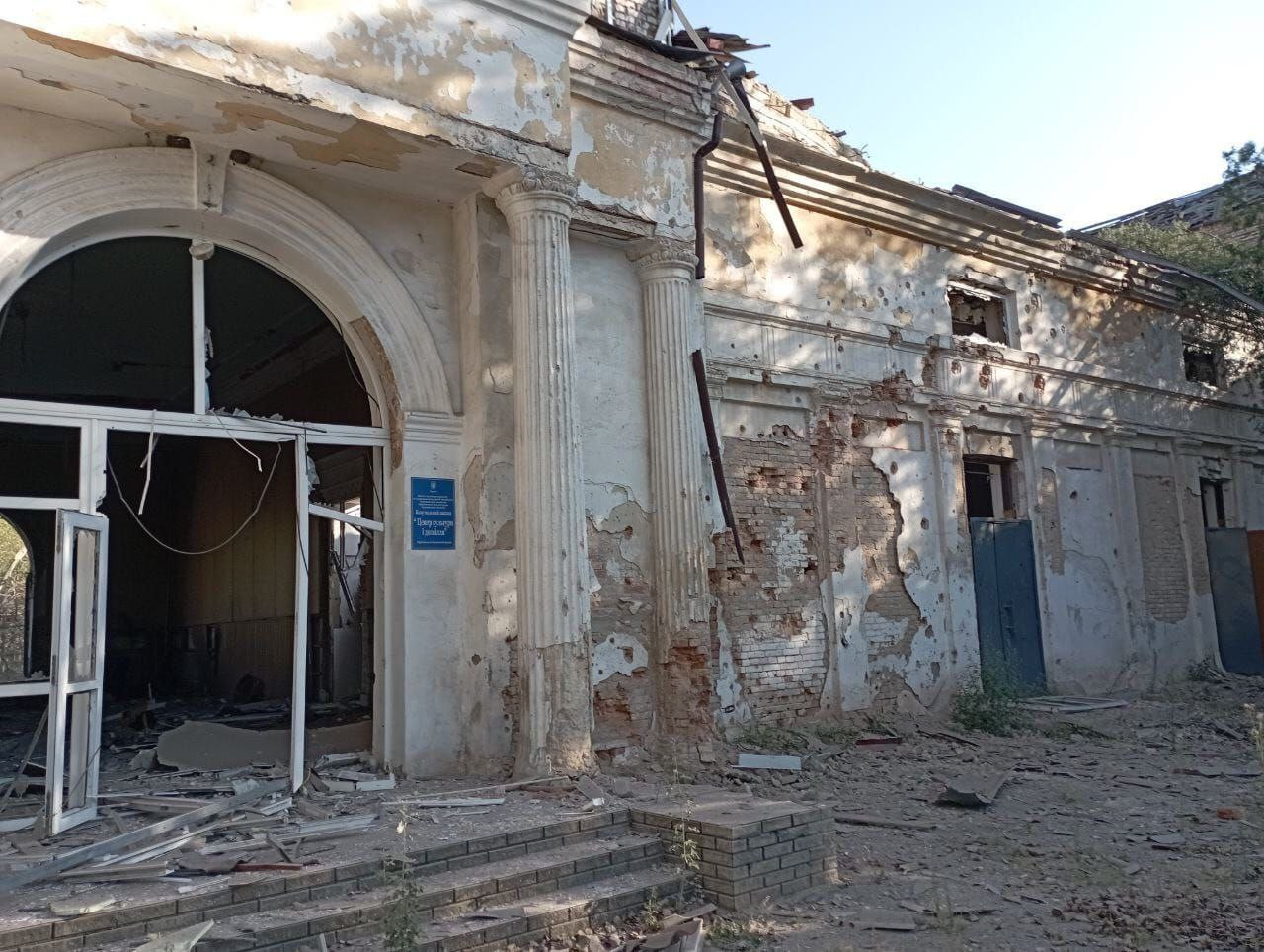
Будівля торгових рядів (нині Центр культури та дозвілля) після ракетного удару в серпні 2023 року

Станом на вересень 2022 року російські окупанти продовжували регулярні обстріли Оріхова.
6 вересня 2022 року українська влада закликала жителів Оріхова до евакуації. У травні 2023 року місцева влада повідомила про евакуацію з міста всіх дітей.
Обстріли міста відбувались і 2023 року. Так, 12 червня, по території міста влучили три керовані авіабомби: зруйновано приватні будинки та комунікації, загинув один чоловік, ще один — отримав поранення. 9 липня авіаударом по школі, де видавали гуманітарну допомогу, вбито 7 людей. 19 серпня обласна влада повідомила про руйнування ракетним ударом будівлі торгових рядів XIX століття, нині Центру культури і дозвілля.